# Miss Supranational 2015
Miss Supranational 2015 − siódma gala konkursu Miss Supranational, która odbyła się 4 grudnia 2015 roku, po raz drugi w Krynicy-Zdroju. W konkursie wzięły udział kandydatki z ponad osiemdziesięciu krajów z całego świata.
Galę finałową poprowadzili: Davina Reeves-Ciara (była Miss Nowego Jorku z 2010 roku) i polski prezenter Maciej Dowbor. Transmisję przeprowadziła telewizja Polsat, a w internecie Ipla. Podczas gali konkursowej zaprezentowali się m.in. zespół góralski Golec uOrkiestra, ukraińskie trio Mirami oraz młoda blogerka modowa i piosenkarka Margaret. Po raz kolejny przed koronacją zaprezentowano TOP 10 najpiękniejszych kandydatek, ale po raz pierwszy w historii konkursu wszystkie uczestniczki musiały odpowiedzieć na pytanie prowadzących (każda kandydatka miała to samo pytanie).
Konkurs wygrała Miss Paragwaju – Stephania Vásquez Stegman, była to druga kobieta ukoronowana pochodząca z Ameryki Południowej.

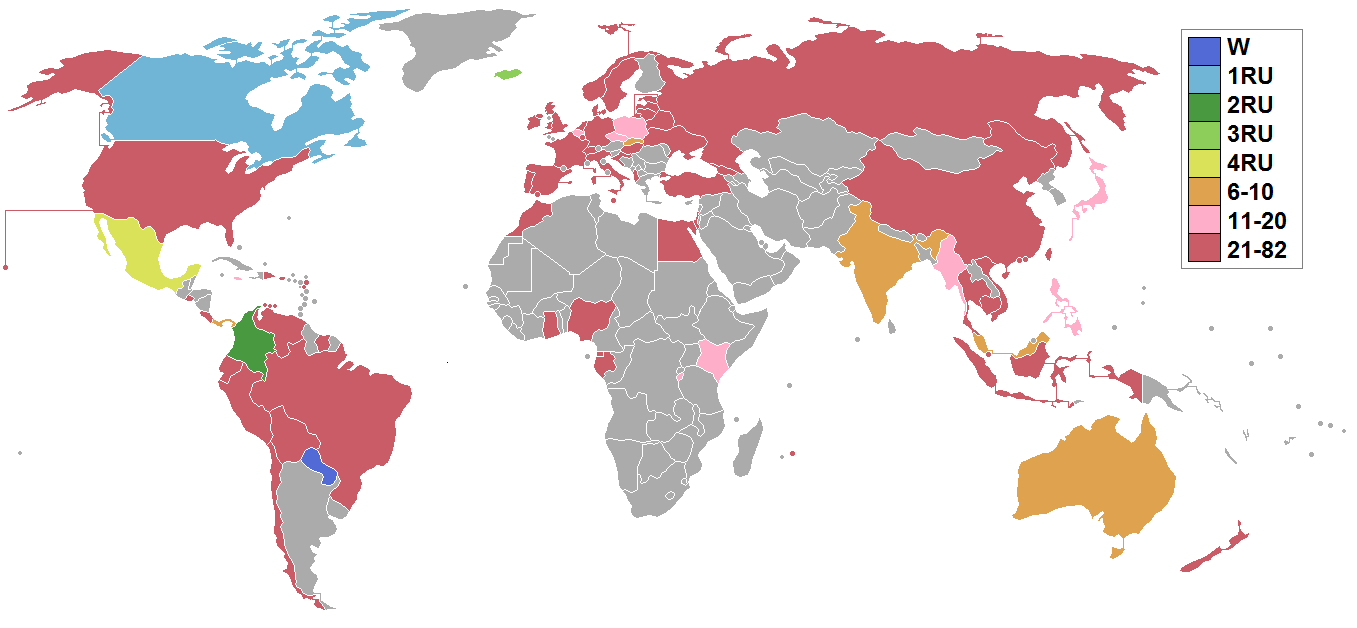
Państwa i terytoria zależne uczestniczące w Miss Supranational 2015

## Rezultat finałowy
| Rezultat                | Miss |
| ----------------------- | --- |
| Miss Supranational 2015 | - Paragwaj – Stephania Vásquez Stegman |
| 1. wicemiss             | - Kanada – Siera Bearchell |
| 2. wicemiss             | - Kolumbia – Mónica Castaño Agudelo |
| 3. wicemiss             | - Islandia – Tanja Ýr Ástþórsdóttir |
| 4. wicemiss             | - Meksyk – Karina Stephania Martín Jiménez |
| Top 10                  | - Australia – Christiana Fischer - Indie – Aileena Catherine Amon - Malezja – Tanisha Demour - Panama – Angie Keith - Słowacja – Petra Denkova |
| Top 20                  | - Belgia – Rachel Nimegeers - Czechy – Tatana Makarenko - Filipiny – Rogelie Catacutan - Jamajka – Regina Harding - Japonia – Mieko Takeuchi - Kenia – Margaret Muchemi - Mjanma – L Bawk Nu - Polska – Ada Sztajerowska - Rwanda – Sonia Gisa - Stany Zjednoczone – Kelly Kirstey |

Po finale ujawniono szczegółowe TOP 30 konkursu:
| - 1. Paragwaj – Stephania Vásquez Stegman - 2. Kanada – Siera Bearchell - 3. Kolumbia – Mónica Castaño Agudelo - 4. Islandia – Tanja Ýr Ástþórsdóttir - 5. Meksyk – Karina Stephania Martín Jiménez - 6. Australia – Christiana Fischer - 7. Indie – Aileena Catherine Amon - 8. Malezja – Tanisha Demour - 9. Panama – Angie Keith - 10. Słowacja – Petra Denkova | - 11. Belgia – Rachel Nimegeers - 12. Czechy – Tatana Makarenko - 13. Filipiny – Rogelie Catacutan - 14. Jamajka – Regina Harding - 15. Japonia – Mieko Takeuchi - 16. Kenia – Margaret Muchemi - 17. Mjanma – L Bawk Nu - 18. Polska – Ada Sztajerowska - 19. Rwanda – Sonia Gisa - 20. Stany Zjednoczone – Kelly Kirstey | - 21. Peru – Lorena Larriviere - 22. Hiszpania – Raquel Bonilla - 23. Trynidad i Tobago – Shaunika Khadia Frith - 24. Indonezja – Gresya Amanda Maaliwuga - 25. Chile – Valentina Schnitzer - 26. Dominikana – Ingrid Franco - 27. Gibraltar – Nathalie Nunez - 28. Izrael – Hodaja Kohen - 29. Maroko – Kawtar Riahi Idrissi - 30. Wietnam – Nguyễn Thị Lệ Quyên |

## Kontynentalne Królowe Piękności
| Kontynent                     | Uczestniczka                  |
| ----------------------------- | ----------------------------- |
| Afryka                        | - Rwanda – Sonia Gisa         |
| Ameryka Północna i Południowa | - Panama – Angie Keith        |
| Azja i Oceania                | - Indie – Aafreen Rachael Vaz |
| Europa                        | - Słowacja – Petra Denkova    |

## Nagrody specjalne
Miss Warsaw Expo
| Nagroda                  | Zwyciężczyni                               |
| ------------------------ | ------------------------------------------ |
| Miss Warsaw Expo         | - Hiszpania – Raquel Bonilla               |
| Miss Moto Show           | - Estonia – Madli Vilsar                   |
| Miss Fashion City        | - Meksyk – Karina Stephania Martín Jiménez |
| Najlepszy Strój Narodowy | - Indonezja – Gresya Amanda Maaliwuga      |

Top Model
| Rezultat     | Uczestniczka |
| ------------ | --- |
| Zwyciężczyni | - Kolumbia – Mónica Castaño Agudelo |
| Top 3        | - Dominikana – Jade Restituyo - Polska – Ada Sztajerowska |
| Top 10       | - Filipiny – Rogelie Catacutan - Indie – Aafreen Rachael Vaz - Meksyk – Karina Stephania Martín Jiménez - Panama – Angie Keith - Paragwaj – Stephania Vásquez Stegman - Rwanda – Sonia Gisa - Słowacja – Petra Denkova |

Najlepsze Ciało
| Rezultat     | Uczestniczka |
| ------------ | --- |
| Zwyciężczyni | - Panama – Angie Keith |
| Top 3        | - Czechy – Tatana Makarenko - Słowacja – Petra Denkova |
| Top 10       | - Australia – Christiana Fischer - Kolumbia – Mónica Castaño Agudelo - Gwadelupa – Ludmila Josephine - Jamajka – Regina Harding - Kenia – Margaret Muchemi - Malezja – Tanisha Demour Kaur - Paragwaj – Stephania Vásquez Stegman |

Najlepszy Strój Wieczorowy
| Rezultat     | Uczestniczka |
| ------------ | --- |
| Zwyciężczyni | - Mjanma – L Bawk Nu |
| Top 3        | - Filipiny – Rogelie Catacutan - Wietnam – Nguyễn Thị Lệ Quyên |
| Top 10       | - Chile – Valentina Schnitzer - Indonezja – Gresya Amanda Maaliwuga - Islandia – Tanja Ýr Ástþórsdóttir - Japonia – Mieko Takeuchi - Kanada – Siera Bearchell - Stany Zjednoczone – Kelly Kirstey - Trynidad i Tobago – Shaunika Khadia Frith |

Najlepszy Strój Narodowy
| Rezultat     | Uczestniczka |
| ------------ | --- |
| Zwyciężczyni | - Indonezja – Gresya Amanda Maaliwuga |
| Top 3        | - Curaçao – Chesley Verbond - Malezja – Tanisha Demour Kaur |
| Top 10       | - Anglia – Emily Coral - Boliwia – Sharon Valverde Zeballos - Dominikana – Jade Restituyo - Gwinea Równikowa – Maria Antonia Nach Teruel - Indie – Aafreen Rachael Vaz - Kenia – Margaret Muchemi - Paragwaj – Stephania Vásquez Stegman |

Miss Internetu
| Rezultat     | Uczestniczka |
| ------------ | --- |
| Zwyciężczyni | - Mjanma – L Bawk Nu |
| 2. miejsce   | - Indie – Aafreen Rachael Vaz |
| 3. miejsce   | - Szkocja – Nasrene Harrison |
| Top 10       | - Anglia – Emily Coral - Australia – Christiana Fischer - Hongkong – Sharon Yeung - Indonezja – Gresya Amanda Maaliwuga - Nigeria – Stephanie Omogun - Peru – Lorena Larriviere - Szwajcaria – Catarina Lopes |

Miss Przyjaźni
| Rezultat     | Uczestniczka                                            |
| ------------ | ------------------------------------------------------- |
| Zwyciężczyni | - Mauritius – Helena Desmarais                          |
| Top 3        | - Australia – Christiana Fischer - Walia – Jade McQueen |

Pozostałe nagrody specjalne
| Nagroda                            | Zwyciężczyni                                   |
| ---------------------------------- | ---------------------------------------------- |
| Miss Elegancji                     | - Gibraltar – Nathalie Nunez                   |
| Miss Fotogeniczności               | - Czechy – Tatana Makarenko                    |
| Miss Medii Społecznościowych       | - Wietnam – Nguyễn Thị Lệ Quyên                |
| Miss Osobowości                    | - Gwinea Równikowa – Maria Antonia Nach Teruel |
| Global Beauties´Woman of Substance | - Kanada – Siera Bearchell                     |

## Jurorzy
- Robert Czepiel – Dyrektor Generalny, Jubiler Schubert
- Asha Bhat – Miss Supranational 2014
- Krzysztof Gojdź – lekarz i wykładowca American Academy of Aesthetic Medicine
- Rafał Jonkisz – Mister Polski 2015
- Paweł i Łukasz Golcowie – bracia, zespół Golec uOrkiestra
- Karina Pinilla Corro – Miss Supranational 2010
- Milena Rostkowska-Galant – prezenterka telewizyjna
- Marcela Yandar – prezydent World Beauty Association S.A.
- Nina Tyrka – tancerka
- Tomasz Barański – choreograf, tancerz
- Gerhard Parzutka von Lipiński – prezes zarządu Nowa Scena, prezydent wykonawczy konkursu Miss Supranational

## Lista uczestniczek
82 kandydatki konkursu piękności Miss Supranational 2015
| Państwo           | Uczestniczka                    | Wiek | Wzrost (cm) | Miejscowość             |
| ----------------- | ------------------------------- | ---- | ----------- | ----------------------- |
| Albania           | Feride Kuqi                     | 18   | 174         | Lushnjë                 |
| Anglia            | Emily Coral                     | 24   | 170         | Watford                 |
| Aruba             | Laura Jane van Balen            | 21   | 170         | Oranjestad              |
| Australia         | Christiana Fischer              | 25   | 175         | Cooma                   |
| Belgia            | Rachel Nimegeers                | 19   | 173         | Etterbeek               |
| Białoruś          | Yana Zhdanovich                 | 19   | 173         | Bobrujsk                |
| Boliwia           | Sharon Valverde Zeballos        | 21   | 175         | Santa Cruz de la Sierra |
| Brazylia          | Amanda Gomes                    | 24   | 176         | São Paulo               |
| Chile             | Valentina Schnitzer             | 24   | 179         | Santiago                |
| Chiny             | Song Jiachang                   | 20   | 179         | Yinchuan                |
| Chińskie Tajpej   | Grace Zhu                       | 26   | 175         | Tajpej                  |
| Chorwacja         | Lucija Grmuša                   | 20   | 174         | Zagrzeb                 |
| Curaçao           | Chesley Verbond                 | 24   | 170         | Willemstad              |
| Czechy            | Tatana Makarenko                | 26   | 175         | Praga                   |
| Dania             | Mia Larsen                      | 21   | 173         | Billund                 |
| Dominikana        | Ingrid Franco                   | 18   | 185         | Boca Chica              |
| Egipt             | Perihan Fateen                  | 19   | 178         | Kair                    |
| Ekwador           | Maria Emilia Cevallos Cuesta    | 22   | 174         | Guayaquil               |
| Estonia           | Madli Vilsar                    | 24   | 180         | Saaremaa                |
| Filipiny          | Rogelie Catacutan               | 24   | 175         | Cebu City               |
| Francja           | Aurélie Jager                   | 20   | 173         | Saint-Avold             |
| Gabon             | Sindiely Obone                  | 20   | 170         | Libreville              |
| Ghana             | Charlee Esi Bekoe Berbicks      | 22   | 170         | Akra                    |
| Gibraltar         | Nathalie Nunez                  | 21   | 176         | Gibraltar               |
| Gruzja            | Mariam Gelashvili               | 21   | 174         | Tbilisi                 |
| Gwadelupa         | Ludmila Josephine               | 19   | 177         | Basse-Terre             |
| Gwinea Równikowa  | Maria Antonia Nach Teruel       | 20   | 175         | Annobon                 |
| Hiszpania         | Raquel Bonilla                  | 23   | 175         | Sewilla                 |
| Holandia          | Kanita Karisik                  | 21   | 173         | Amsterdam               |
| Hongkong          | Sharon Yeung                    | 24   | 178         | Victoria                |
| Indie             | Aafreen Rachael Vaz             | 24   | 181         | Nowe Delhi              |
| Indonezja         | Gresya Amanda Maaliwuga         | 20   | 176         | Ternate                 |
| Irlandia          | Karen Montague                  | 26   | 180         | Derry                   |
| Irlandia Północna | Lisa Hogan                      | 22   | 174         | Belfast                 |
| Islandia          | Tanja Ýr Ástþórsdóttir          | 23   | 170         | Reykjavík               |
| Izrael            | Hodaja Kohen                    | 23   | 173         | Beer Szewa              |
| Jamajka           | Regina Harding                  | 22   | 178         | Montego Bay             |
| Japonia           | Mieko Takeuchi                  | 27   | 173         | Kobe                    |
| Kanada            | Siera Bearchell                 | 22   | 174         | Moose Jaw               |
| Kenia             | Margaret Muchemi                | 21   | 174         | Kiserian                |
| Kolumbia          | Mónica Castaño Agudelo          | 25   | 180         | Palmira                 |
| Kostaryka         | Monica Zamora                   | 19   | 174         | San José                |
| Litwa             | Enrika Motuzaite                | 18   | 172         | Siauliai                |
| Luksemburg        | Eli Ondoa                       | 18   | 176         | Luksemburg              |
| Łotwa             | Santa Serzante                  | 22   | 172         | Rezekne                 |
| Makau             | Matilda Ip                      | 25   | 168         | Makau                   |
| Malezja           | Tanisha Demour Kaur             | 20   | 179         | Kuala Lumpur            |
| Malta             | Nicola Grixti                   | 21   | 171         | Pietà                   |
| Maroko            | Kawtar Riahi Idrissi            | 21   | 182         | Rabat                   |
| Mauritius         | Helena Desmarais                | 20   | 180         | Port Louis              |
| Meksyk            | Karina Stephania Martín Jiménez | 23   | 174         | Tonalá                  |
| Mjanma            | L Bawk Nu                       | 22   | 175         | Yangon                  |
| Niemcy            | Johanna Acs                     | 23   | 175         | Eschweiler              |
| Nigeria           | Stephanie Omogun                | 21   | 175         | Benin                   |
| Norwegia          | Sonia Singh                     | 24   | 170         | Oslo                    |
| Nowa Zelandia     | Sophie Robinson                 | 20   | 173         | Tirau                   |
| Panama            | Angie Keith                     | 21   | 176         | Arraiján                |
| Paragwaj          | Stephania Vásquez Stegman       | 23   | 177         | Asuncion                |
| Peru              | Lorena Larriviere               | 24   | 179         | Lima                    |
| Polska            | Ada Sztajerowska                | 22   | 177         | Piotrków Trybunalski    |
| Portoryko         | Nobiraida Zoet Infante          | 25   | 178         | Aguadilla               |
| Portugalia        | Ines Brusselmans                | 20   | 170         | Lizbona                 |
| Rosja             | Anna Grishina                   | 24   | 173         | Moskwa                  |
| Rumunia           | Elisabeta Eliza Ancău           | 24   | 177         | Kluż-Napoka             |
| Rwanda            | Sonia Gisa                      | 24   | 169         | Murambi                 |
| Salwador          | Verónica Olivares               | 26   | 172         | Santa Ana               |
| Singapur          | Sharon Nadine                   | 23   | 175         | Singapur                |
| Słowacja          | Petra Denkova                   | 21   | 178         | Uhorské                 |
| Stany Zjednoczone | Kelly Kirstey                   | 26   | 177         | Mount Clemens           |
| Surinam           | Nicole Shelley Tsai-A-Woen      | 25   | 168         | Paramaribo              |
| Szkocja           | Nasrene Harrison                | 22   | 175         | Gateshead               |
| Szwajcaria        | Catarina Lopes                  | 24   | 180         | Genewa                  |
| Szwecja           | Stina Nordlander                | 19   | 174         | Sztokholm               |
| Tajlandia         | Tharathip Baitoey Sukdarunpat   | 24   | 176         | Roi Et                  |
| Trynidad i Tobago | Shaunika Khadia Frith           | 21   | 173         | Scarbotough             |
| Turcja            | Hazal Subasi                    | 20   | 168         | Izmir                   |
| Ukraina           | Alina Sapiha                    | 18   | 170         | Ternopil                |
| Walia             | Jade McQueen                    | 24   | 166         | Cardiff                 |
| Wenezuela         | Hyser Betancourt                | 18   | 175         | La Guaira               |
| Węgry             | Valentina Toth                  | 21   | 173         | Debrecen                |
| Wietnam           | Nguyễn Thị Lệ Quyên             | 22   | 174         | Bạc Liêu                |
| Włochy            | Deborah Agnone                  | 21   | 177         | Alghero                 |